# 那須藩
那須藩（なすはん）は、江戸時代前期に下野国那須郡福原（現在の栃木県大田原市福原）に所在した藩。名族那須氏出身の那須資景が1万4000石の所領を得て大名に列した。その直系が無嗣のため一時廃藩となるなどの曲折を経るが、1664年に養子を迎えて那須氏が大名として再興される。1681年、那須氏が烏山藩に転出したために廃藩となった。

## 歴史

### 前史
那須氏は弓の名手・那須与一で有名な名族であったが、戦国時代も終焉の天正18年（1590年）、当主の那須資晴は豊臣秀吉の小田原征伐に参陣しなかったため、那須氏は改易となった。しかし那須氏の重臣であった大田原晴清は主家の断絶を惜しみ、秀吉に陳謝したため、特別な計らいで資晴の子・資景に5000石が与えられた。資晴もその後、秀吉から罪を許されて5000石を与えられた。福原館の詰の城であった要害城の一角に、陣屋を構えた、とされている。これは地理的に、のちの交代寄合の那須家が構えた福原陣屋とは別の場所である。
慶長5年（1600年）の関ヶ原の戦いで、資景は家康に対して人質を差し出すことで東軍に与し、結城秀康と共に上杉景勝の南下に備え、江戸城も守備した功績から、慶長7年（1602年）までに3000石余りを加増され約8000石になり、一方で資晴も慶長7年（1602年）に家康の御伽衆に取り立てられ1000石を加増され6000石を領した。

### 立藩から一時廃藩まで
資晴は慶長15年（1610年）に死去し、跡を資景が継いだ。資景は父の遺領と併せて1万4000石を領することとなり、大名に列し那須藩を立藩した。資景は大坂の陣や日光祭礼奉行として功績を挙げ、寛永元年（1624年）に子・資重に家督を譲って隠居した。
ところが、資重は寛永19年（1642年）、父に先立って死去、しかも嗣子がなかったため、那須氏の所領1万4000石は幕府に没収となり那須藩は廃藩となった。しかし、那須の家名が絶えることを惜しんだ幕府によって、隠居していた資景に5000石が与えられて旗本として存続した。

### 久松松平家の時代
慶安元年（1648年）、信濃国小諸藩4万5000石の松平憲良は無嗣断絶とされたが、弟康尚が名跡の継承を許されて1万石で入り、那須藩が再立藩された。翌慶安2年（1649年）、康尚は伊勢国長島藩へ移封となり、那須藩は再び廃藩となった。

### 那須家の再興から転出まで
旗本となった那須氏の家中では、資景の跡目をめぐって50人組と20人組が争った結果、50人組が擁する資祗（増山正利の弟）が跡を継ぐこととなった。寛文4年（1664年）、資祗は1万2000石で大名に列し、那須藩を再び立藩した。第4代将軍・徳川家綱の母・宝樹院は資祗の姉であったこともあり、天和元年（1681年）に8000石も加増された上で烏山藩への復帰を許され、那須藩は廃藩となった。

## 歴代藩主

### 那須家
外様 1万4000石
1. 資景
2. 資重

### 廃藩
- 寛永19年（1642年） - 慶安元年（1648年）

### 松平（久松）家
譜代 1万石
1. 康尚

### 廃藩
- 慶安2年（1649年） - 寛文4年（1664年）

### 那須家
外様 1万2000石
1. 資祗